# ACROBAT
『ACROBAT』（アクロバット）は、1995年6月21日にEpic/Sony Recordsからリリースした宇都宮隆と石井妥師によるユニット・BOYO-BOZOのオリジナル・アルバム。

## 解説
先行シングル「JUMP 〜Jumpin' Kids Symphony〜」を含む全6曲が収録されている。
1曲目「Bang! Bang! Bang!」は同年10月21日に2ndシングルとしてシングル・カットされた。
本作を引っ提げて、仙台サンプラザホールを皮切りに発売の翌日にあたる6月22日から7月14日までコンサートツアー『BOYO-BOZO ALIVE』を敢行した。
本作は現在に至るまで一度もリマスターでの再発売はされていないが、各配信サイトでの配信は行われている。

## 収録曲
| 全作詞: 森雪之丞、全作曲: BOYO-BOZO、全編曲: BOYO-BOZO、西平彰。 |                                    |          |            |      |
| #                                                                | タイトル                           | 作詞     | 作曲・編曲 | 時間 |
| 1.                                                               | 「Bang! Bang! Bang!」              | 森雪之丞 | BOYO-BOZO  | 5:27 |
| 2.                                                               | 「JUMP 〜Jumpin' Kids Symphony〜」 | 森雪之丞 | BOYO-BOZO  | 3:37 |
| 3.                                                               | 「GAMBLE★JUNGLE」                  | 森雪之丞 | BOYO-BOZO  | 4:16 |
| 4.                                                               | 「DARKSIDE OF LOVE」               | 森雪之丞 | BOYO-BOZO  | 4:44 |
| 5.                                                               | 「風を感じて」                     | 森雪之丞 | BOYO-BOZO  | 4:29 |
| 6.                                                               | 「DREAMS MUST GO ON」              | 森雪之丞 | BOYO-BOZO  | 4:58 |
| 合計時間:                                                        | 合計時間:                          | 27:31    |            |      |

## クレジット

### レコーディング・メンバー
Bang! Bang! Bang!
- 石井恭史: huge!
- 西平彰: Keyboards
- 本田雅人: sax

JUMP 〜Jumpin' Kids Symphony〜
- 石井恭史: huge!
- 西平彰: Keyboards
- かとうれいこ: Chorus
- 岸谷五朗: Chorus
- 山根麻以: Chorus
- 野村義男: Guitars

GAMBLE★JUNGLE
- 石井恭史: huge!
- 西平彰: Keyboards
- 松本孝弘: Guitars
- かとうれいこ: Chorus
- 坪倉唯子: Chorus
- 山根麻以: Chorus

DARKSIDE OF LOVE
- 石井恭史: huge!
- 西平彰: Keyboards
- 本田雅人: sax

風を感じて
- 石井恭史: huge!
- 西平彰: Keyboards
- 山根麻以: Chorus
- 飯島直子: Voices

DREAMS MUST GO ON
- 石井恭史: huge!
- 西平彰: Keyboards
- 松本孝弘: Guitars
- 貴水博之: Chorus

### スタッフ
- Produced: BOYO-BOZO, 西平彰
- Executive Producer: 小坂洋二
- Mixed: GOH HOTODA
- Recorded: 伊東俊郎, Richard Moakes
- Mastered: CHRIS GEHRINGER at THE HIT FACTORY
- Art Direction, Design: 高橋伸明, くぼあきひろ (bahaty)
- Photography, Assistant Photography: NICCI KELLER, ALAIN SOLON